# Malcesine

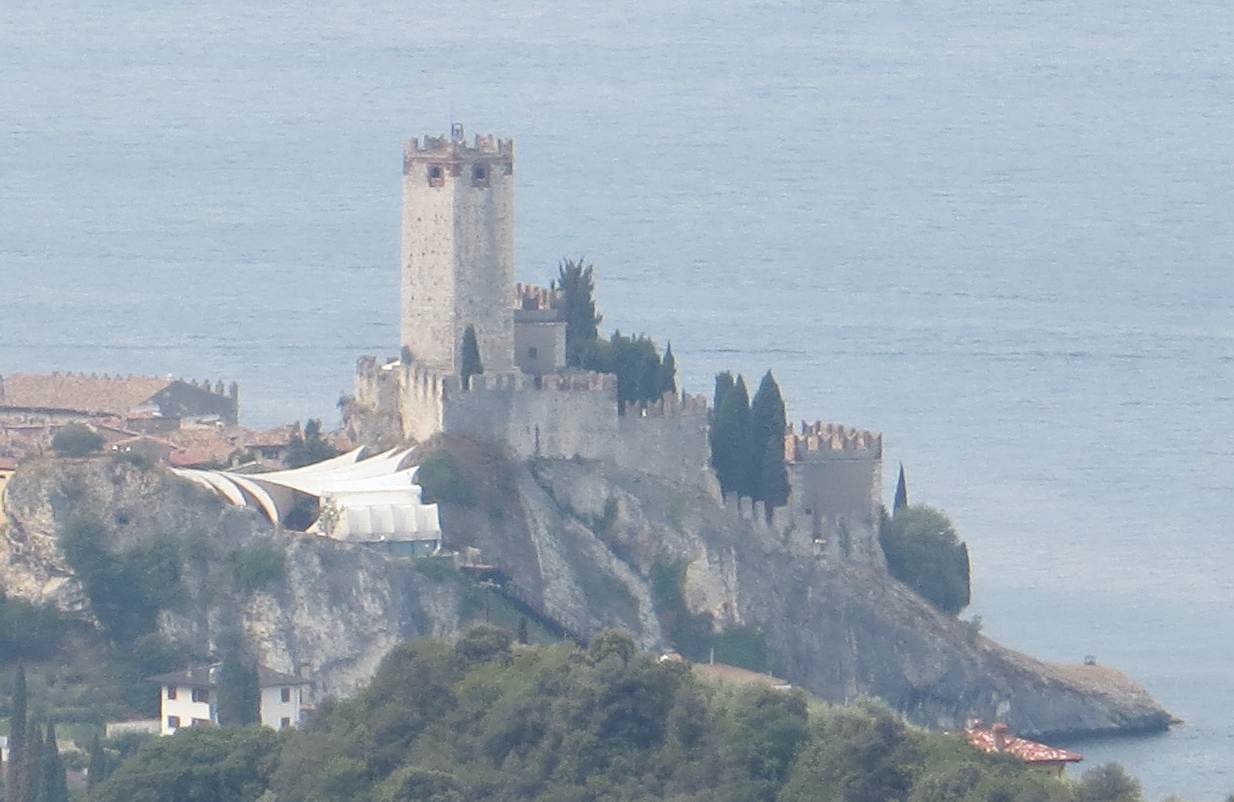
Castello Scaligero

Malcesine – miejscowość i gmina w północnych Włoszech, w regionie Wenecja Euganejska, w prowincji Werona.
To popularna miejscowość wypoczynkowa i turystyczna. Poza Riva del Garda i Nago-Torbole Malcesine jest popularne wśród windsurferowców, kitesurferowców i żeglarzy ze względu na swoje położenie, które daje dobry dostęp do wiatrów wiejących w północnej części jeziora - Pelér i Ora. Historyczne centrum miasteczka położone jest nad samym Jeziorem Garda. W starej części miasteczka malowniczy zakątek tworzy Plac Magenta (Piazza Magenta) przylegający do małej przystani rybackiej (Porto Vecchio) z usytuowanymi tam rzeźbami. Malcesine posiada liczne połączenia żeglugowe z sąsiednimi miejscowościami, głównie z Limone sul Garda i Riva del Garda. Z miasteczka można dostać się koleją linową na szczyt Monte Baldo na wysokości 1760 m. Ciekawostką jest fakt, że wagonik w trakcie wjeżdżania na szczyt obraca się wokół własnej osi o 360 stopni. Miejscowość posiada także niewielki port, przystań dla jachtów oraz żwirowe plaże. W Malcesine funkcjonuje spółdzielnia zrzeszająca plantatorów oliwek, która produkuje też oliwę z miejscowych oliwek.

## Zabytki
- Zamek Scaligerich (wł. Castello Scaligero) - zamek na skalistym cyplu nad brzegiem jeziora. Wznoszony zapewne jako gród obronny od VI w., później wielokrotnie niszczony i odbudowywany zgodnie z wymogami aktualnej sztuki wojennej, po raz ostatni przez Austriaków w I połowie XIX w. Od 1902 r. chroniony jako pomnik narodowy (wł. monumeto nazionale). Obecnie wykorzystywany na cele muzealne.
- Kościół św. Szczepana Pierwszego Męczennika (wł. chiesa di Santo Stefano Protomartire) - kościół katolicki, zbudowany w latach 1729-1739 w miejscu starszego, z VIII w. W IX w. umieszczono w nim szczątki lokalnie czczonych świętych Benigno i Caro.
- Kościół św.św. Benigno i Caro (wł. chiesa dei Santi Benigno e Caro, lokalnie też chiesa della Disciplina) - kościół katolicki, pierwotnie z pierwszej połowy XVI w., obecny budynek z roku 1760.
- Kościół św. Mikołaja i św. Rocha (wł. chiesa dei Ss. Nicolò e Rocco) - kościół katolicki z połowy XVII w.
- Pałac Kapitanów (wł. Palazzo dei Capitani) - budynek na brzegu jeziora Garda, zbudowany pierwotnie na przełomie XIII i XIV wieku na starszych pozostałościach. Przebudowany w XV w. w stylu weneckim. W XVII-XIX w. siedziba Kapitanów Jeziora Garda, zawiadujących żeglugą na tym zbiorniku wodnym.

## Galeria

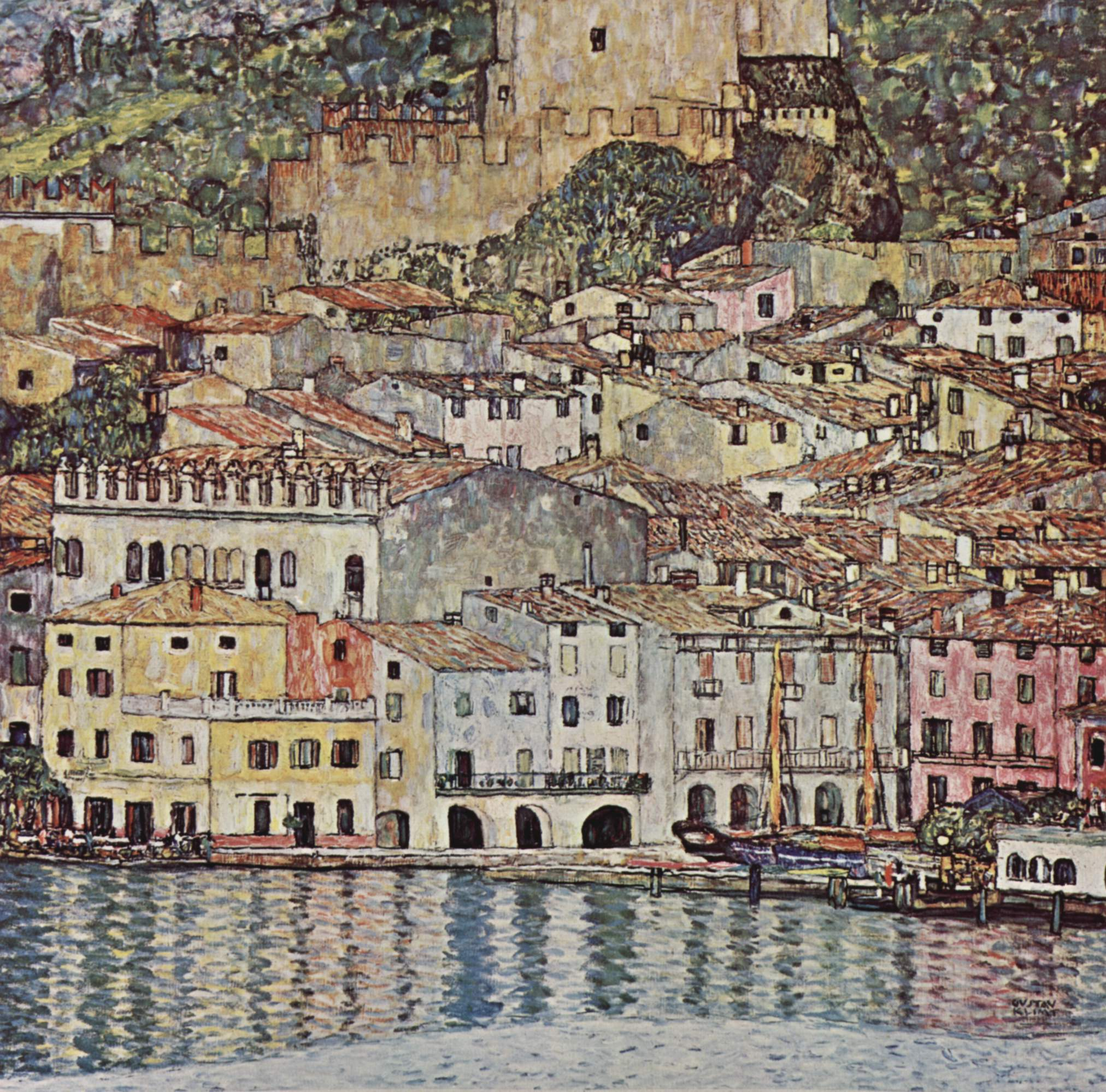
Widok na Malcesine od strony jeziora Garda (Gustav Klimt)
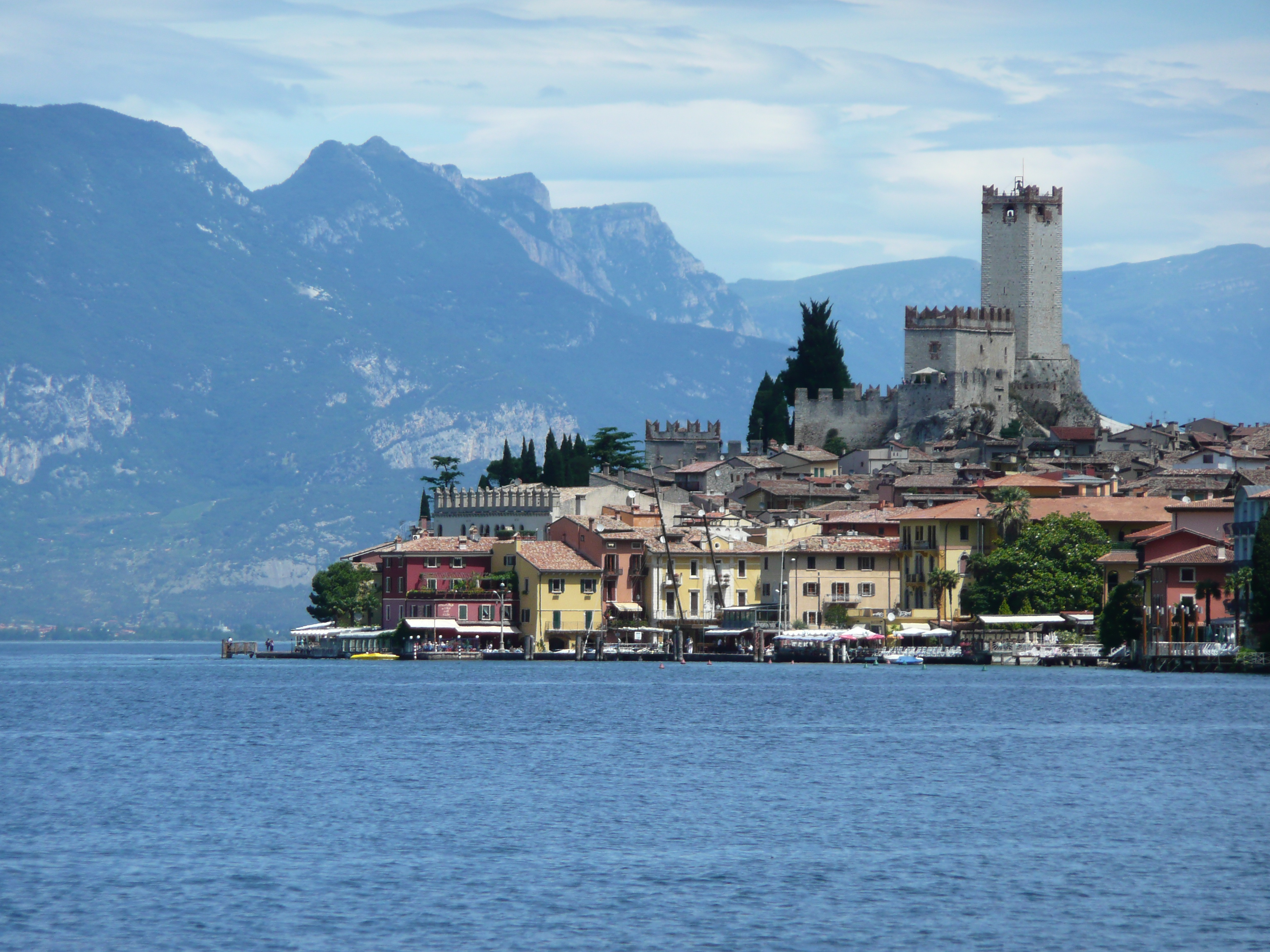
Widok na Malcesine od strony jeziora Garda od południa
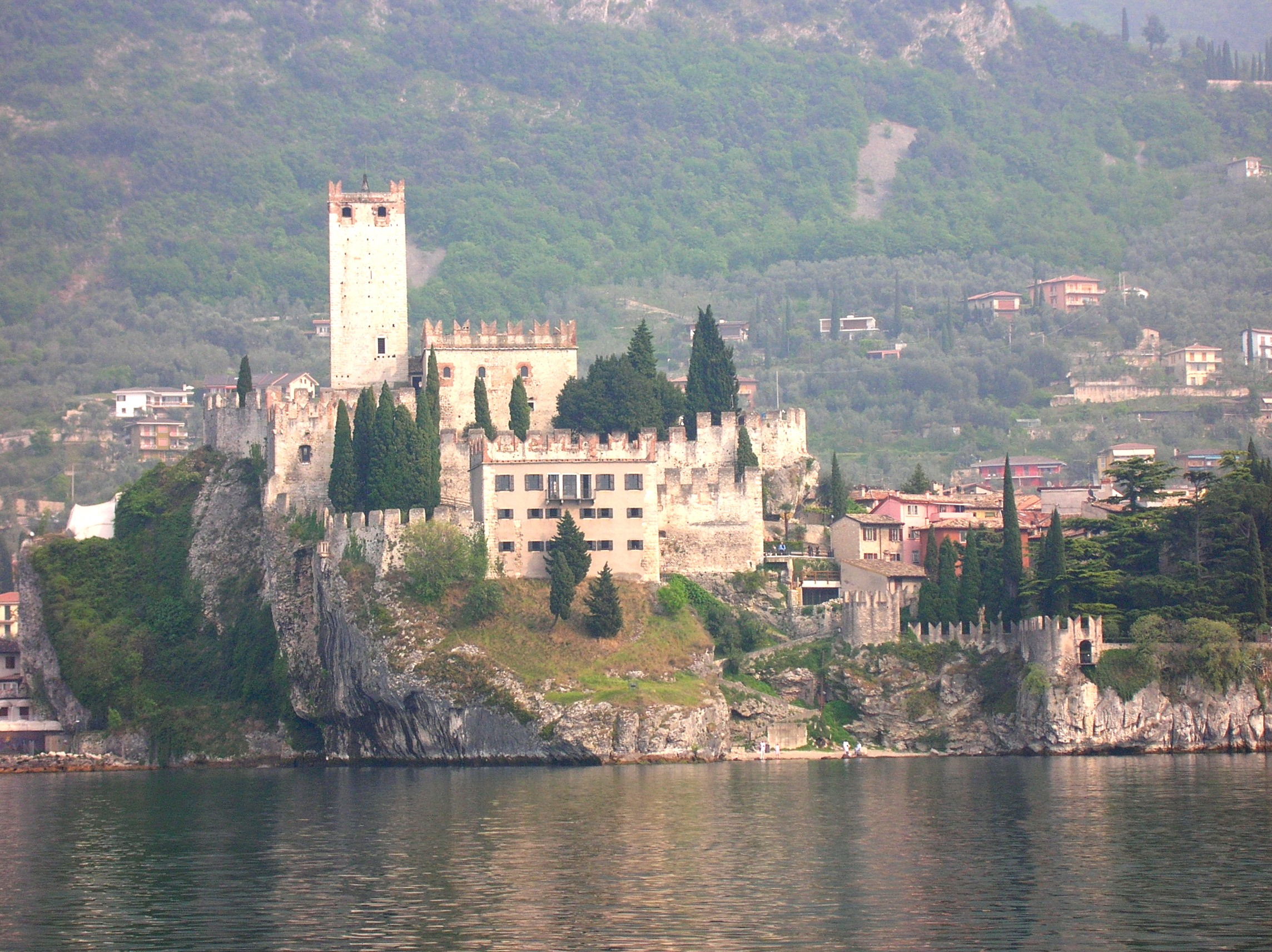
Castello Scaligero
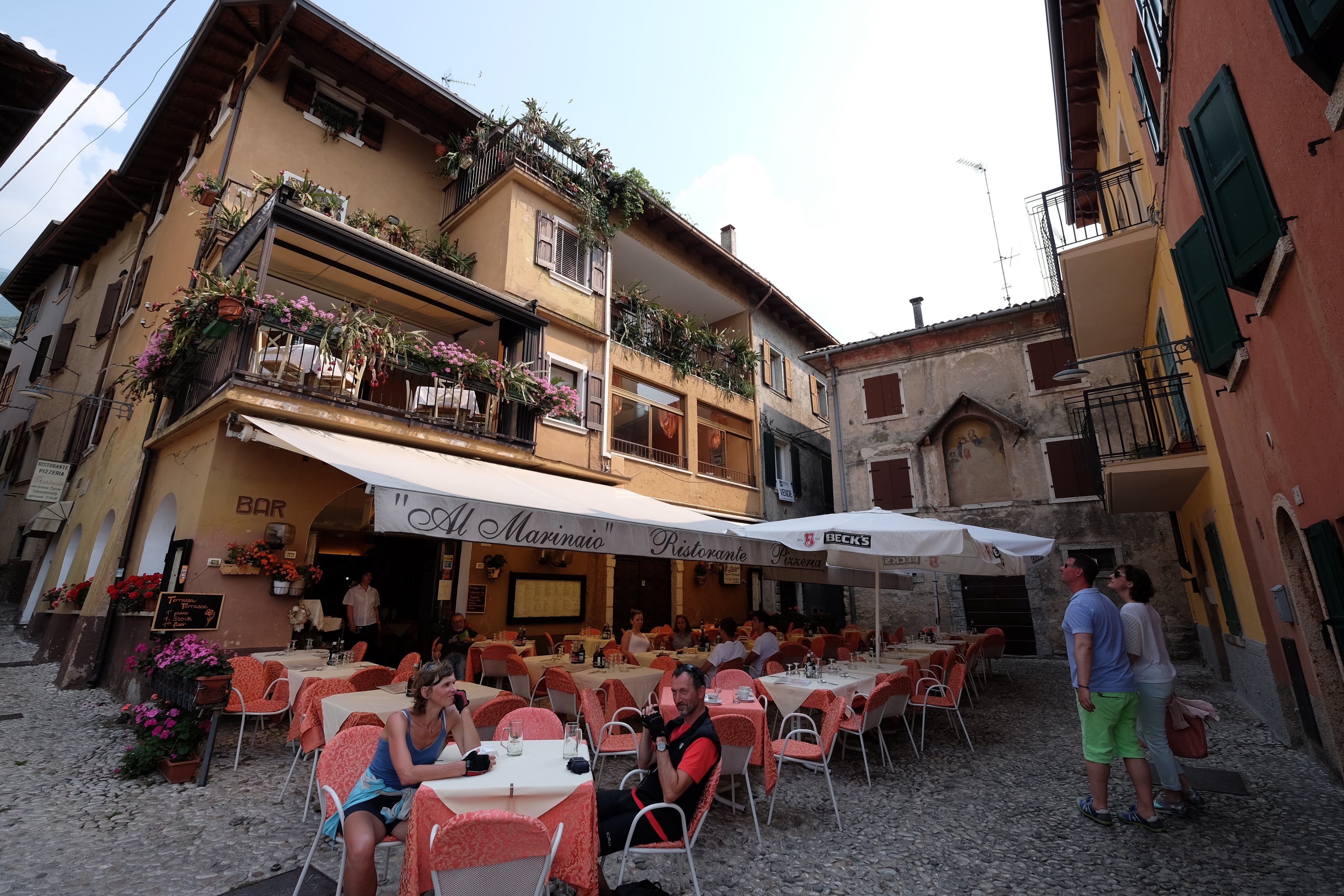
Malcesine - zaułek z restauracją
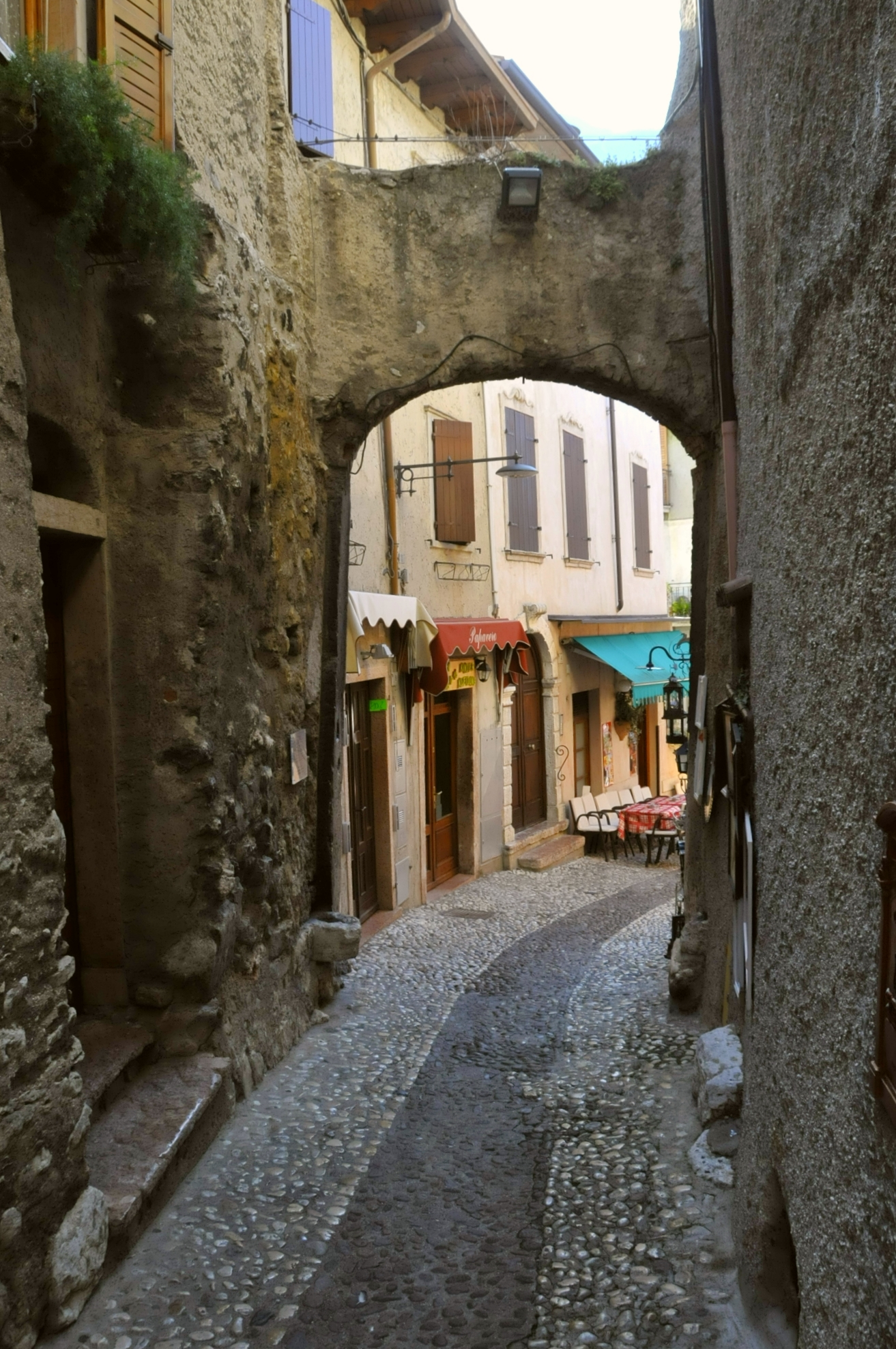
Uliczka w Malcesine (Porta Siresina)
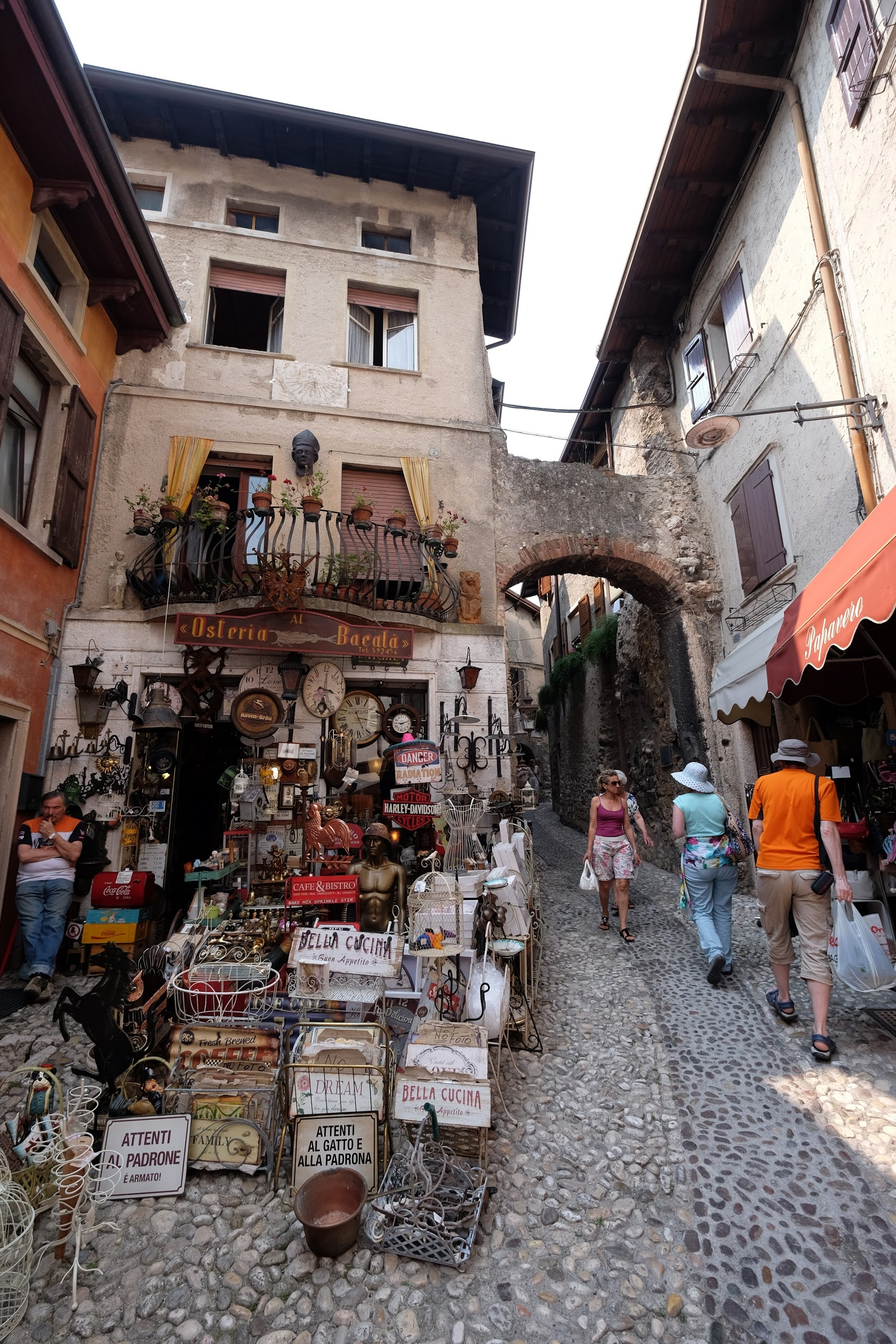
Malcesine - starówka - jeden ze sklepików
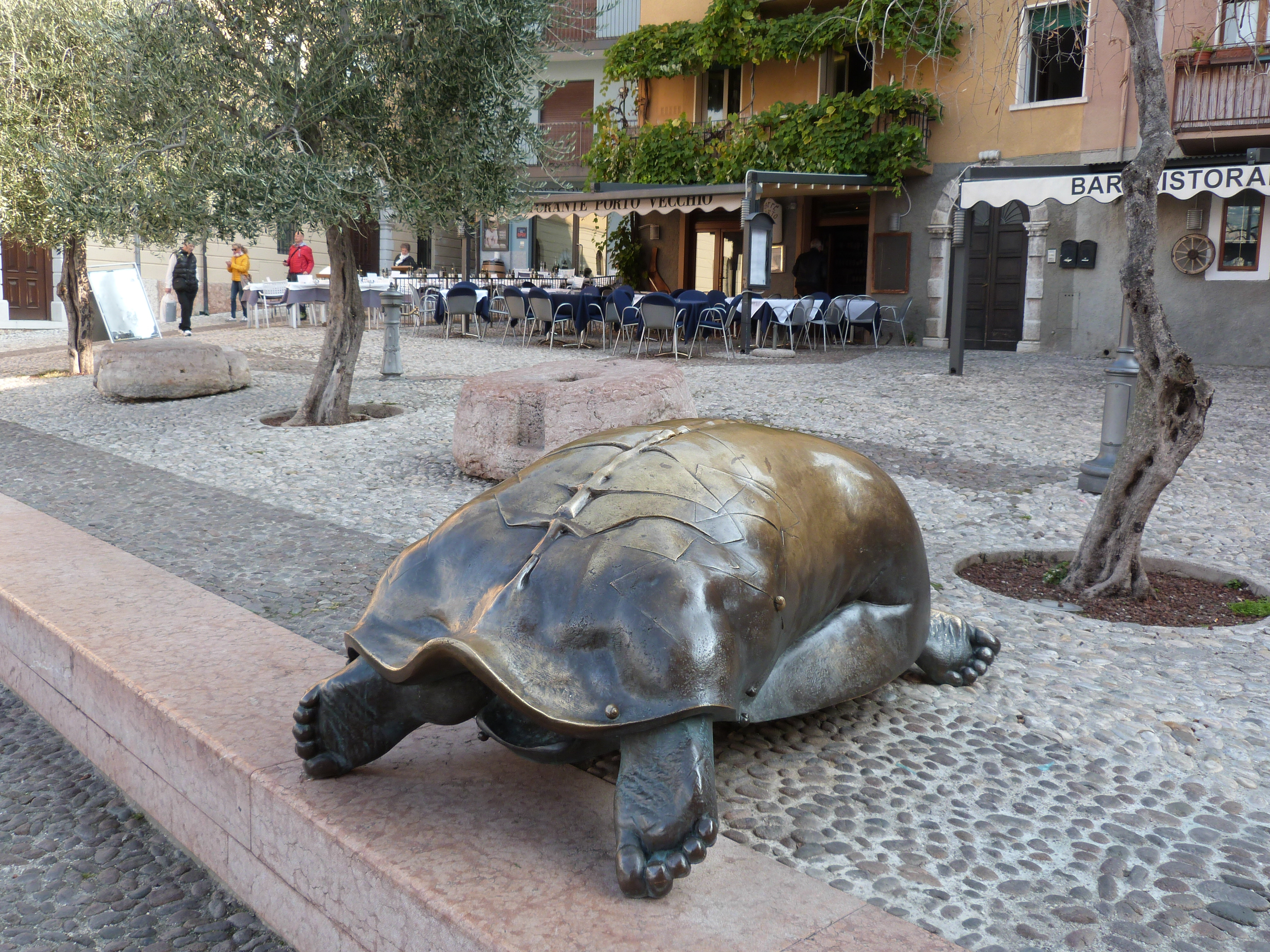
Rzeźba na Piazza Magenta przy Porto Vecchio
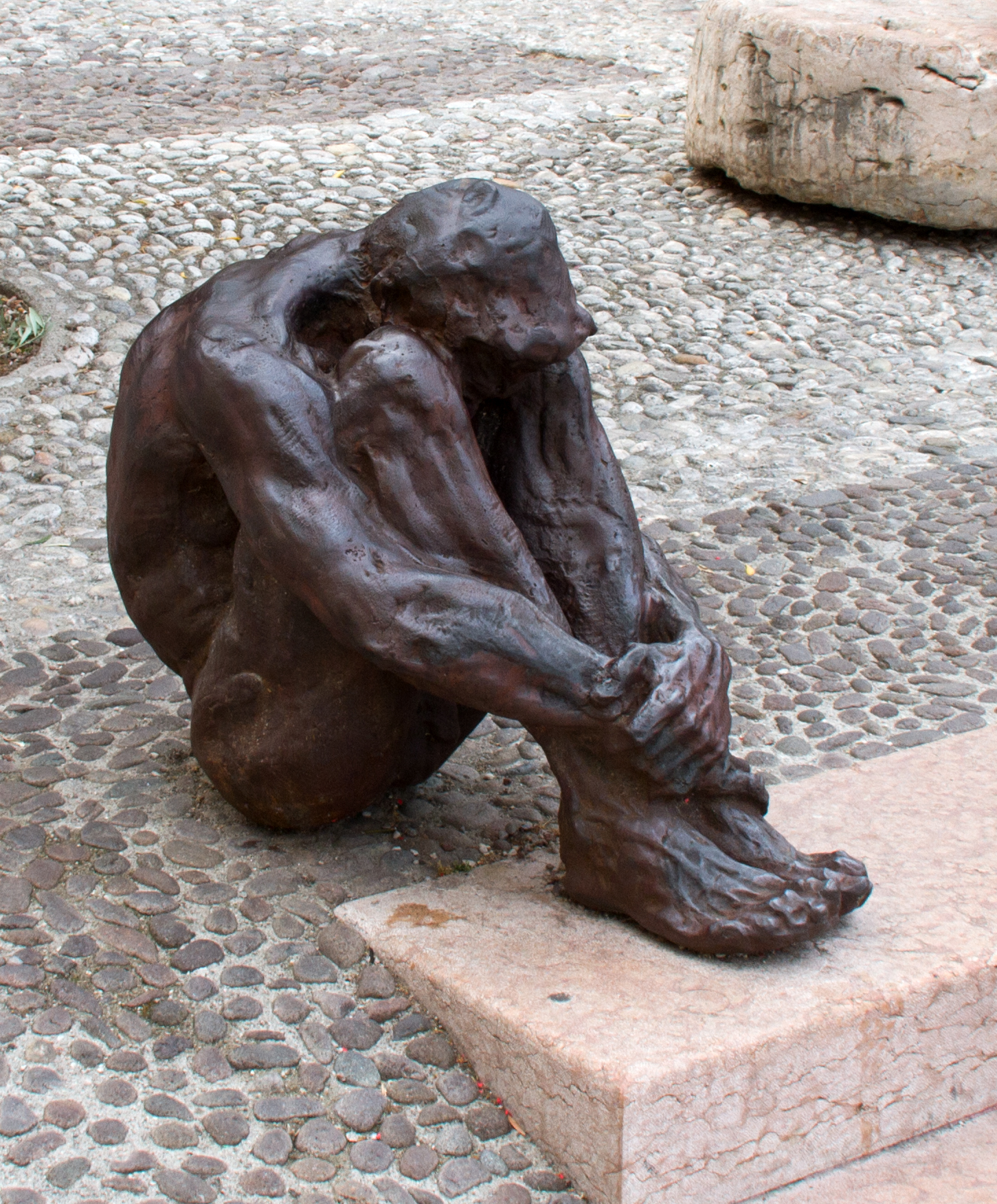
Rzeźba na Piazza Magenta przy Porto Vecchio
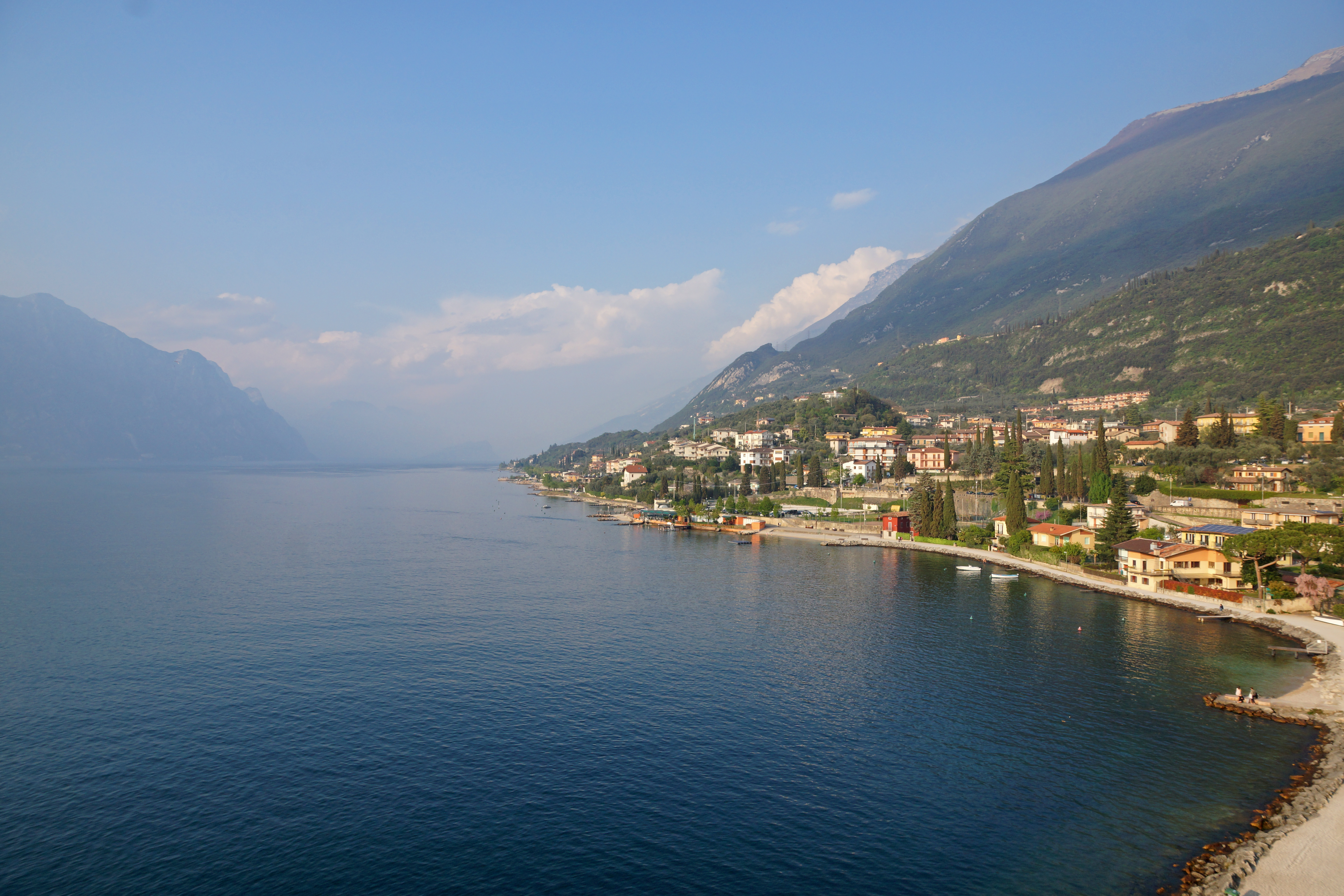
Malcesine i jezioro Garda
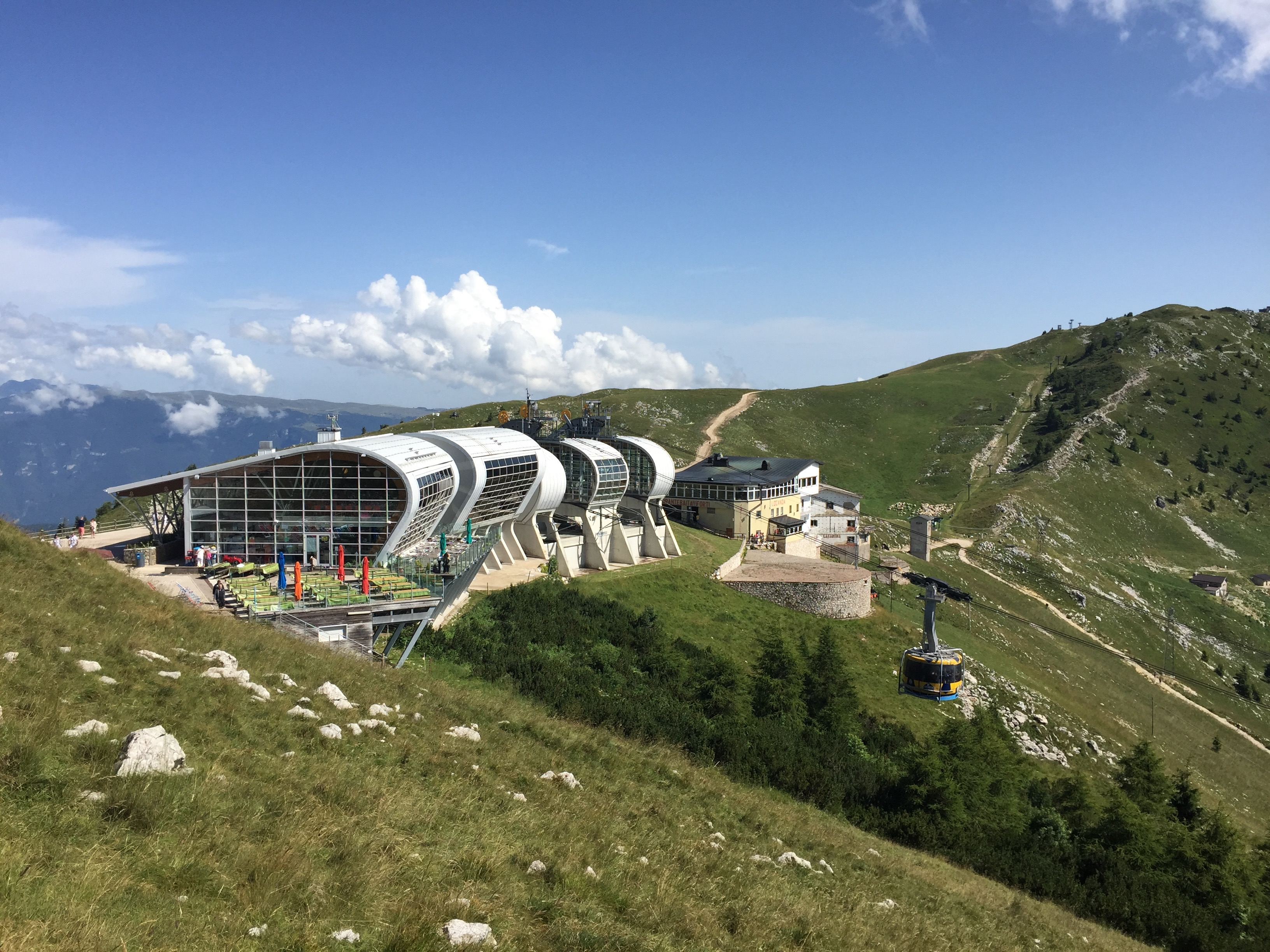
Stacja górna kolei na Monte Baldo